# اتحاد عصب شمال إفريقيا لكرة القدم
اتحاد عُصَبِ شمال أفريقيا لكرة القدم (ULNA)، هو اتحاد قاري لكرة القدم (يعتبر أول اتحاد في إفريقيا)، أنشئ في عام 1919 وحل محله الاتحاد الإفريقي لكرة القدم في عام 1956.

## الرؤساء
- لويس ريفي (Louis Rivet): الرئيس المؤسس؛
- تيودور ستيغ (Théodore Steeg): الرئيس الثاني؛
- عبد المالك بن عاشور، الرئيس الثالث.

## دور الاتحاد

### المنظمات
كان لدى الاتحاد خمسة أعضاء وتجمع دوريات كرة القدم، حيث يجمع كل دوري بين الأندية المحلية والمنتخبات الوطنية:
- الرابطة الجزائرية لكرة القدم (LAFA)
- الرابطة القسنطينية لكرة القدم (LCFA)
- الرابطة الوهرانية لكرة القدم (LOFA)
- بطولة الرابطة المغربية لكرة القدم (LMFA)
- رابطة تونس لكرة القدم (LTFA)

### المسابقات

#### الأندية
- بطولة شمال أفريقيا لكرة القدم
  - منافسات الفرق الأساسية
  - منافسات فرق الناشئين
  - مسابقات فرق الشركات
- كأس شمال أفريقيا لكرة القدم
- كأس السوبر

#### المنتخبات

##### بطولة شمال أفريقيا بين الدوريات
فقط بين الدول الخمس الأعضاء في الاتحاد، أقيمت مسابقة للمنتخبات الوطنية سُمّيت "بطولة شمال أفريقيا بين الدوريات" (Tournoi Inter-Ligues Nord-Africaines) بين المنتخبات الوطنية لـكل من: المغرب، وهران، الجزائر العاصمة، قسنطينة، تونس:
- 1922: وهران؛
- 1929: وهران-المغرب؛
- 1937: وهران و قسنطينة؛
- 1938:[2] الجزائر العاصمة؛
- 1941: وهران؛
- 1946:[3] الجزائر العاصمة؛
- 1947: المغرب؛
- 1948: المغرب؛
- 1949: المغرب؛
- 1950: الجزائر العاصمة؛
- 1951: قسنطينة

### صور

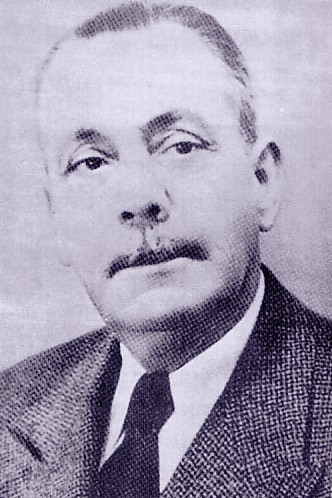
لويس ريفي، الرئيس المؤسس لاتحاد عصب شمال إفريقيا
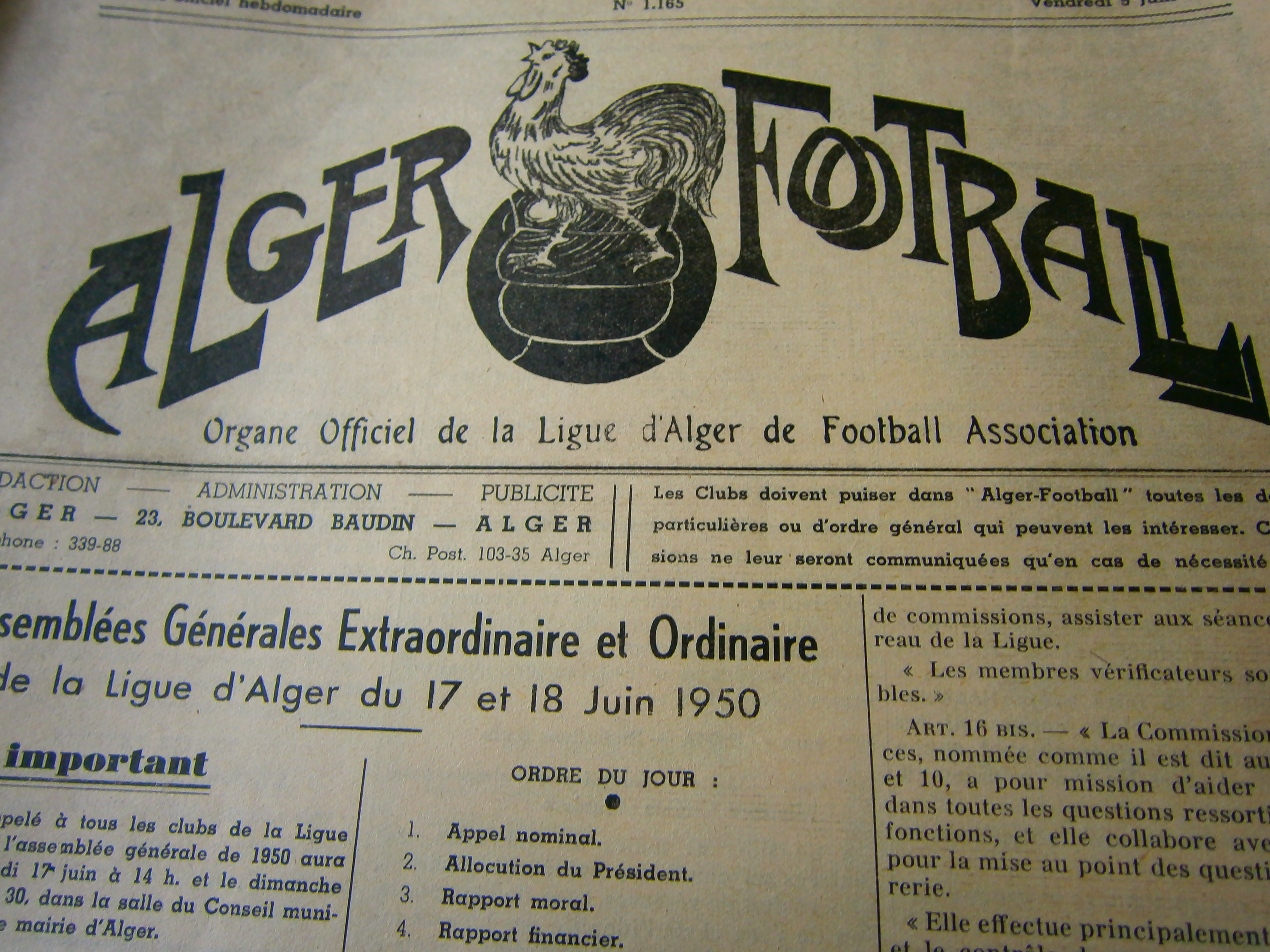
الصفحة الأولى من نسخة من مجلة الجزائر لكرة القدم (Alger Football) الأسبوعية (المتوقفة الآن)، الجريدة الرسمية لرابطة الجزائر، العدد 1165، المؤرخة يوم الجمعة 23 يونيو 1950.
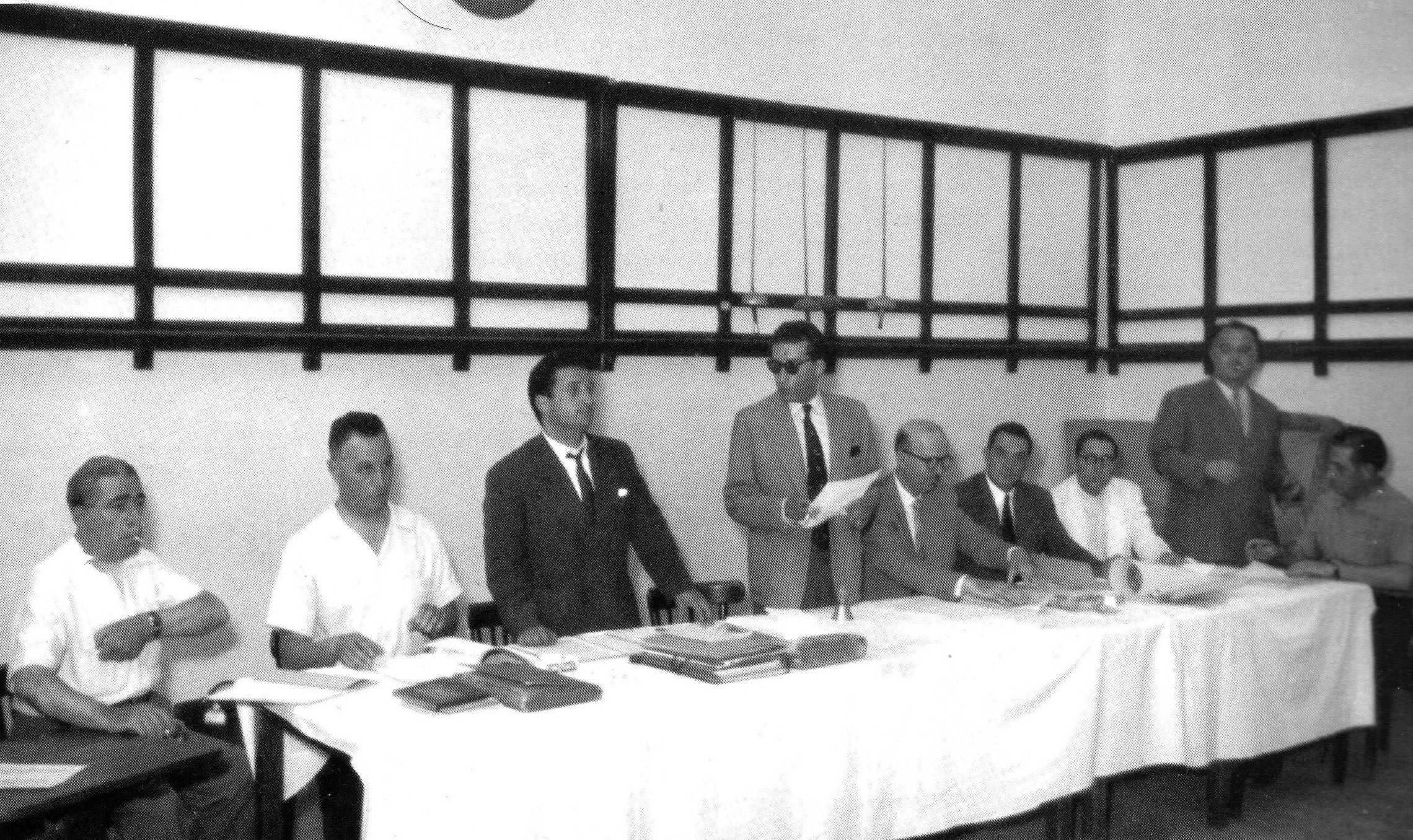
اجتماع لجنة الدوري التونسي، بحضور عبد المالك بن عاشور والشاذلي زويتن.
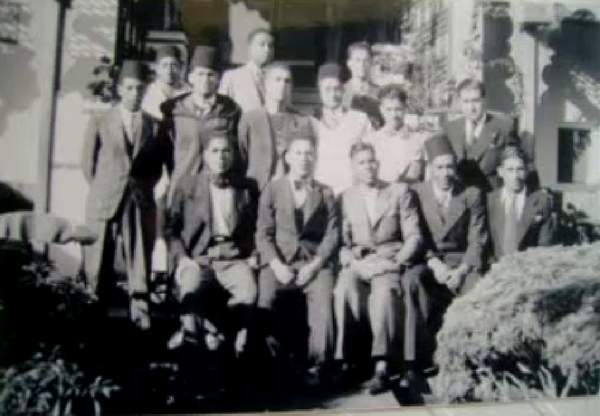
الأعضاء المؤسسون لنادي اتحاد وهران سنة 1926.
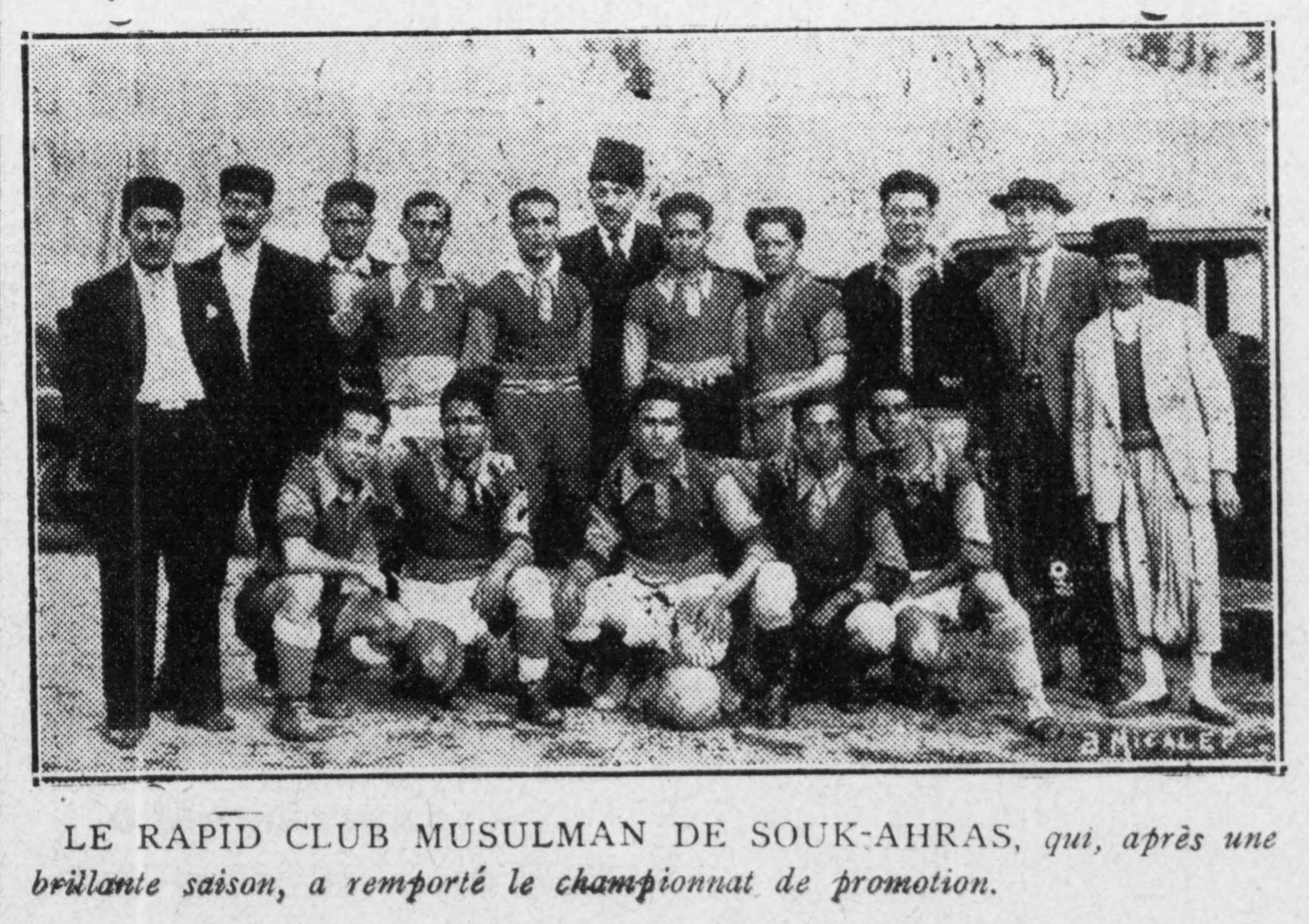
نادي سريع مسلمي سوق اهراس عام 1933.
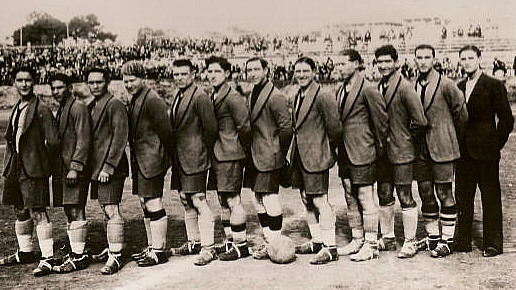
نادي أفراح وهران عام 1934.
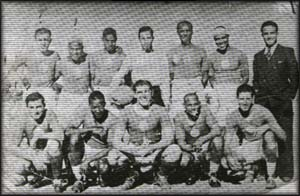
فريق الوداد الرياضي خلال الموسم الكروي 1939-1940 (الأول).
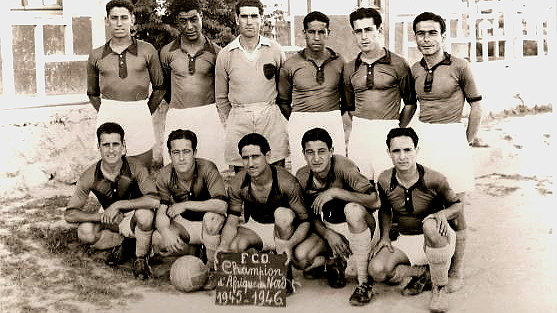
فريق نادي وهران لكرة القدم (فتح وهران حاليا)، بطل شمال إفريقيا سنة 1946.